# (25357) 1999 TM
1999 تي أم (ويعرف أيضًا باسم (25357) 1999 تي أم وفق تسمية الكوكب الصغير) (بالإنجليزية: 1999 TM)‏ هو كويكب ضمن حزام الكويكبات؛ وترتيبه 25357 من حيث الاكتشاف.
اكتُشف هذا الجُرم الفلكي بواسطة توم ستافورد في 1 أكتوبر 1999.

## وصلات خارجية
- (25357) 1999 TM في قاعدة بيانات مختبر الدفع النفاث لأجرام النظام الشمسي الصغيرة

- الاكتشاف · مخطط المدار ·  العناصر المدارية · المعلمات المادية

- (25357) 1999 TM على موقع ويكي سكاي: DSS2, SDSS, GALEX, IRAS, Hydrogen α, X-Ray, Astrophoto, Sky Map, Articles and images